# Empaako
L’empaako est une pratique des peuples Batooro, Bunyoro, Batuku, Batagwenda et Banyabindi en Ouganda par laquelle un nom est attribué aux enfants. Ce nom « est l’un des douze noms communs aux communautés » et vient s'ajouter à leur prénom et leur nom de famille.
L'empaako est inscrit sur la liste du patrimoine mondial immatériel nécessitant une sauvegarde d'urgence de l'UNESCO.

## Usage
Le nom empaako est utilisé pour souligner les liens sociaux existant lorsqu'on s'adresse à la personne. Il s'utilise pour saluer ou témoigner son affection, son respect, son honneur ou son amour.

## Attribution
L’empaako est attribué à l'occasion d'une cérémonie par le chef du clan dans le foyer du nouveau-né. Le choix du nom repose sur une analyse des traits de l'enfant par ses tantes paternelles qui cherchent une ressemblance avec d'autres membres de la famille. Une fois le nom choisi, le chef de clan l'attribue à l'enfant.
Après la cérémonie, un repas à base de millet et de viande de bœuf fumée est partagé. Des présents sont donnés au bébé et un arbre est planté.

## Noms empaako
Les noms empaako, au nombre de douze plus un destinés aux rois selon The Ugandan, sont les suivants (ceux qui ne porte pas de précisions peuvent être porté par des hommes ou des femmes sans distinction) :
- Abbala (pour homme) : qui était à l'origine réservé aux proches du roi. Le nom proviendrait du luo « abalo » signifiant « je l'ai gâté ».
- Abbooki : qui serait pour les personnes aimant les rôles parentaux, d'enseignants, d'anciens, de mentors, etc. Il vient du luo « aboko » signifiant « je te l'ai narré ».
- Abwooli : qui se rapporte relations diplomatiques. Il vient du mot luo « abwolo » signifiant « je t'ai dupé » mais qui a pris le sens suivant : « toute vérité n'est pas toujours bonne à dire, car elle pourrait blessées ou créer des douleurs non nécessaires et évitables ».
- Acaali (pour homme) : qui est porté par des personnes ressemblant une autre en nature et caractère. Il se rapproche du mot luo « acalo » signifiant « Je te ressemble ».
- Acaanga : qui serait peu commun.
- Adyeeri : qui vient du luo « adyero » signifiant « je t'ai sacrifié ». En bunyoro, il désignerait une personne amicale, affectueuse et avec un grand cœur.
- Akiiki : qui vient du bunyoro-kitara. Il met en avant les intérêts familiaux, de la communauté et nationaux de la personne, qui le porte par amour, soin, gentillesse et honnêteté.
- Amooti : qui vient du luo « amoto » signifiant « je te salue ». En bunyoro-kitara, il désigne une personne respectueuse.
- Apuuli (pour homme) : désigne une personne attirant les gens.
- Araali (pour homme) : désigne une personne qui est perçue comme ayant le pouvoir de faire tomber l'éclair.
- Ateenyi  : dérivé du luo « atenyo » signifiant « je l'ai quitté ». Il désigne une personne qui aime et comprend les personnes fautives sans condamner leurs fautes.
- Atwooki : désigne celui qui embrasse ou puni.
- Okaali (pour les rois) : vient du luo « okalo » signifiant « il/elle t'a sauté dessus ». Dans les royaumes Bunyoro et Toroo, il désigne les personnes ayant les plus hautes responsabilités au sein d'un Royaume.